# I Love You Like You Are
I Love You Like You Are è il quinto album solista del musicista statunitense Ray Parker Jr., ed è il suo primo ed ultimo lavoro pubblicato, nel 1991, dalla MCA.

## Il disco
Dopo quattro anni di assenza, Ray Parker Jr. torna con un radicale cambio di stile e con l'ennesimo cambio di etichetta. Senza rinunciare ai criteri musicali che avevano caratterizzato le sue produzioni passate, Parker trova spazio anche per quel tipico sound R&B misto a Rap che andava per la meglio, nei primi anni '90. A discapito della calorosa collaborazione di esponenti di genere come Father MC (che scrive anche il brano Girl I Saw You) e MC Mello, I Love You Like You Are, distribuito dalla MCA Records, passa del tutto inosservato, nelle classifiche internazionali, come del resto il singolo di punta She Needs to Get Some, rifacimento della hit dei Raydio A Woman Needs Love (Just like You Do) nonché oggetto di polemiche per la sua possibile inclinazione sessista. Ray Parker Jr., a causa dell'insuccesso dell'album e di alcuni problemi familiari, decide di ritirarsi momentaneamente dal mercato discografico, ritornando dopo ben undici anni con un album live registrato in Giappone.

## Tracce
Testi e musiche di Ray Parker Jr., eccetto dove indicato

### Lato A
1. She Needs to Get Some - 5:10 -  Rap eseguito da Father MC

### Lato B
1. Til I Met You - 4:23
2. Yesterday - 4:37
3. Angel - 4:46
4. Let's Go Back to Bed - 4:35 -  (Ray Parker Jr., Chris Pelcer)
5. Love, Sex and Money - 4:23 Rap eseguito da MC Mello
6. Square One - 5:46

## Musicisti
- Ray Parker Jr.
- Damon Thomas - basso
- Cornelius Mims - basso
- Ollie E. Brown - percussioni
- Father MC, J.D. Nicholas, Rosalyn Keel, Karen Taylor, Sidney Justin, Sheldon Reynolds, Little Ray, Tricky, Angel Rogers, Cheri Wells, Leon Ware, Terry Steele, MC Mello - voce,
- Aaron Smith - sintetizzatore
- Gary Taylor